# 滑膜肉腫
滑膜肉腫（かつまくにくしゅ、英: synovial sarcoma）は、特に下肢に好発する悪性軟部腫瘍である。

## 概要
悪性軟部腫瘍に於いては発生頻度の比較的低い腫瘍である。10 - 40歳代に多く発生し、大きな性差は見られない。大腿、膝関節部を主として下肢に好発する。関節包、滑液包、腱鞘、腱などに接して発生するものが多いが、これらの組織と関係しない頸部、体幹などにも発生する。
単純X線像で腫瘍陰影が確認できることが多く、約半数の症例で腫瘍陰影内に点状の石灰化像が見られる。
電子顕微鏡では糸状仮足（filopodia）を伴った細胞間隙が認められ、病理組織学的には、上皮様組織と紡錘形細胞から成る二相性を呈する場合と、前述のいずれかの組織から成る単相性を呈する場合とがある。偽腺腔や細胞間裂隙には、PAS、ムチカルミン染色ともに陽性で、ヒアルロニダーゼで消化される酸性多糖類が見られる。
治療には広範切除術を施すが、大関節付近に生じた症例では切離断術が適応とされる。遠隔転移の可能性があるため、補助化学療法の必要性も考慮する。予後は報告例により異なるが、5年生存率は30 - 50%である。

## 序論
滑膜肉腫の細胞が顕微鏡像上、滑膜の細胞とよく似た形態であるため、この疾患は「滑膜肉腫」と命名された。しかしながら、実際に何の細胞が腫瘍化したものであるかは不明であり、必ずしも滑膜由来とは限らない。
初期の滑膜肉腫は、一般的には腕や足の大関節付近の軟部組織に発現する場合が多いが、脳、前立腺、心臓など殆どの人体組織・臓器で確認されている。
滑膜肉腫の多くは一般的に若年者に発生し、全体の軟部組織肉腫のおよそ8%を占めているが、15-20%は青年 - 若年成人に見られる。発症率のピークは30歳前後とされ、女性より男性の発症率が高い（比率 1.2：1）。

## 組織病理学

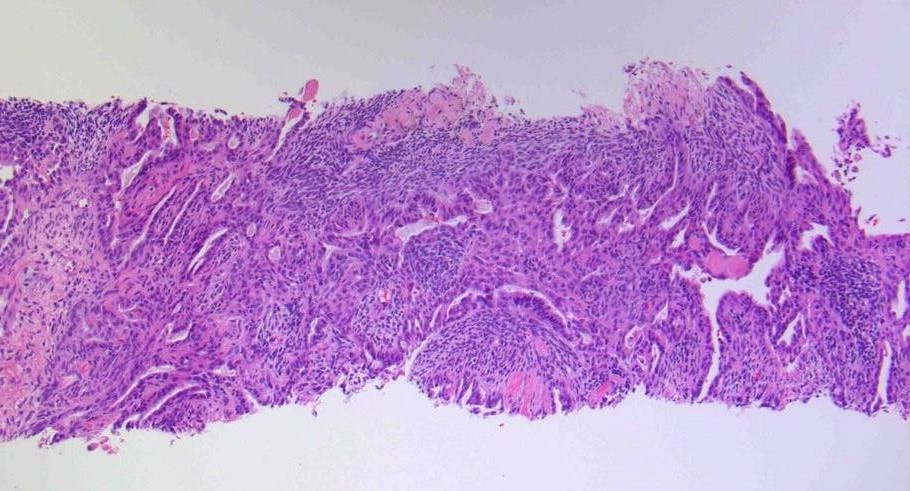
二相性滑膜肉腫 HE染色

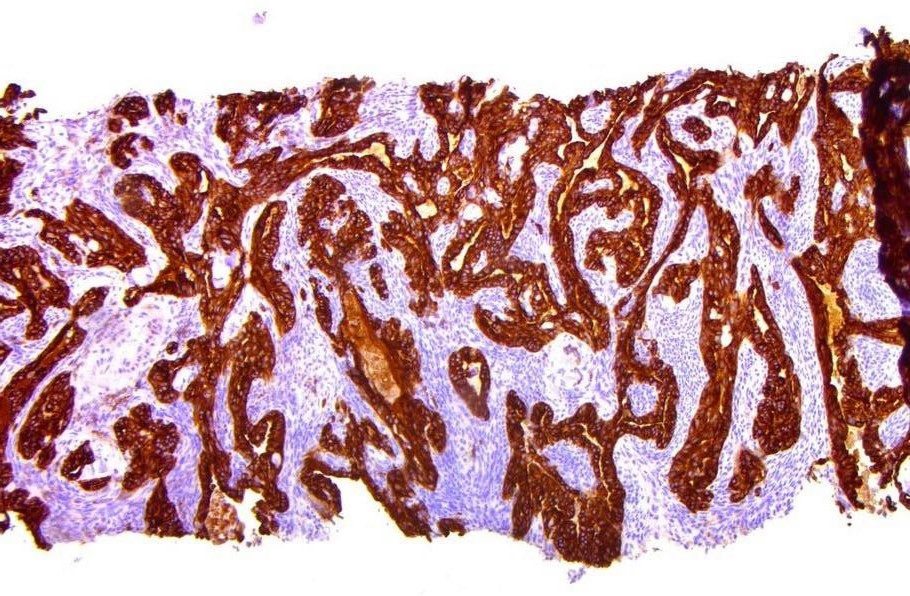
二相性滑膜肉腫 CK AE1/AE3 染色 (IHC)

滑膜肉腫では、2つの細胞型を顕微鏡で確認できる。一方の「紡錘形細胞」または「肉腫様細胞」と呼ばれる線維性の型は、比較的細胞が小さくて均一であり、シート状の細胞配列を示す。もう一方の型は、形態から「上皮様細胞」と呼ばれる。古典的な滑膜肉腫は、両方の型の細胞から成る「二相性」を示す。低分化で、シート状の紡錘形細胞のみで構成される、線維性の「単相性」滑膜肉腫として観察される場合もある。専門家の中には、極稀に上皮型の単相性滑膜肉腫も存在すると述べる者があり、これは他の腫瘍との鑑別診断が困難である。他の軟部肉腫と同様、組織病理学的な研究論文の報告のある、国際的な悪性度評価方法は存在しない。ヨーロッパではTrojani分類やFrench分類が注目を集めており、アメリカではNCIの評価方式が一般的とされている。
Trojani分類では、腫瘍の分化度、核分裂指数、腫瘍壊死について検体に0 - 6点までのスコアを与え、1 - 3までのグレードに変換し、悪性度が低い腫瘍をグレード1とする。NCIの評価方式もまた3グレード式のものであるが、他にも多くの因子を考慮している。

## 分子生物的特徴
おそらく殆ど全ての滑膜肉腫の症例はt（X;18）（p11.2;q11.2）の相互転座と関係している。分子観察そのものが滑膜肉腫の定義付けであるかどうかに関してデータベースが幾つか存在する。
滑膜肉腫の診断法は、通常は組織構造に基づいて行われ、t（X;18）の存在によって確認される。この18番染色体のSYT遺伝子 SynaptotagminとX染色体の3つのSSX遺伝子 Synovial sarcoma, X breakpoint（SSX1) SSX1、SSX2(SSX2)とSSX4(SSX4）の一つとの間の転座によりSYT-SSX融合遺伝子が生じる。結果として生じる融合タンパク質は、SYTの転写活性化ドメインとSSXの転写リプレッサードメインを纏めてゆく。SYT-SSXは、遺伝子発現の失調に起因する滑膜肉腫の病原性の基礎を成すと考えられる。
SYT-SSX1やSYT-SSX2融合と、腫瘍の形態及び5年生存率との間には、ある程度の関連性があることが示唆されている。

## 症状
滑膜肉腫は通常無症候性の腫脹や腫瘤として現れるが、倦怠感などの悪性腫瘍に関連した一般的な症状が報告される場合もある。

## 治療法

### 通常の治療法
外科手術
腫瘍および異状のない組織の安全域を除去すること。これは滑膜肉腫治療法の柱であり、引用する特定の研究結果に従い、患者のおよそ20-70%に対し有効とされる。
従来の化学療法（ハイドロクロライドドキソルビシンやイホスファミドなど）
残りの微細な癌細胞の数を減少させる。近年の研究で、進行性で低分化な滑膜肉腫を患う患者の生存率が、ドキソルビシン/イホスファミドを用いた治療で僅かに改善されたことが示されているが、全体的な生存率に対する滑膜肉腫の化学療法の利点は依然として不明である。
放射線療法
局所再発の可能性を減少させる。本症に於ける放射線療法の利点は、化学療法の利点ほど明確ではない。